# Diplocladius cultriger
Diplocladius cultriger är en tvåvingeart som beskrevs av Jean-Jacques Kieffer 1908. Diplocladius cultriger ingår i släktet Diplocladius och familjen fjädermyggor. Arten är reproducerande i Sverige. Inga underarter finns listade i Catalogue of Life.